# Thea Schleusner
 (novembre 2024).
Thea Schleusner, née à Wittemberg le 30 avril 1879 et morte à Berlin le 14 janvier 1964, est une peintre, illustratrice et écrivaine d'essais et d'impressions de voyage en allemand.

## Biographie
Théa Schleusner est née le 30 avril 1879 à Wittemberg, en Allemagne. Elle étudie à Paris à l'Académie Colarossi et à l'Académie Moderne. En Allemagne, elle étudie avec Franz Skarbina et Reinhold Lepsius.
Schleusner meurt en 1964 à Berlin. Son œuvre fait partie de la collection du Musée d'Orsay.